# Luís Serrão Pimentel
Luís Serrão Pimentel (Lisboa, 1613 - Idem., 1679), fou un militar portuguès. Va assolir el rang de tinent general d'artilleria, havent ocupat els càrrecs de cosmògraf en cap (informalment des de 1641 per l'impediment d'António de Maris Carneiro, oficialment des de 1644) i enginyer en cap del regne (1671).

## Biografia
En l'edat de l'adolescència va estudiar les lletres humanes al col·legi patri dels pares Jesuïtes, però com que resolgués seguir la carrera militar, es va embarcar en 1631 per a l'Índia, acompanyant al seu oncle Fernando Serrão, en la nau Rosario, la qual, albirant la costa de Pernambuco, va arribar a aquest regne. Observat per ell aquest succés com a infaust presagi, va determinar servir la pàtria a terra i no per mar per a l'efecte de la qual es va aplicar a l'estudi de les matemàtiques, que va sentir durant espai de deu anys, així dels mestres del Col·legi de la Companyia de Jesús com del cosmògraf major Valentí de Saa, i tal va ser el progrés que va fer el seu progrés ofici de cosmògraf major per impediment del propietari, António de Mariz Carneiro, del qual va aprovar el Reglamento de pilotos, sotmès al seu examen quan només comptava vint-i-nou anys d'edat. En presència dels veedors d'Hisenda i altres ministres, va mostrar, amb evidents raons, la falencia de la navegació d'E. a O. que afirmaven haver trobat Jerónimo Osório de Fonseca, cridat per a aquest fi de l'Índia pel rei Joan IV, i Col·legi Imperial de Madrid.
Tenia prou notícia de les llengües llatina, francesa i italiana, i a totes les parts de la matemàtica va ser profundament versat. Sent cosmògraf major del regne, va aconseguir de Joan IV, l'erecció d'una aula de fortificació i arquitectura militar, així com l'havia de nàutica, la qual es va fabricar a la ribera de les Naos i després transferin-se al terreny del Pazo, on existeix amb el títol d'Acadèmia Militar, i en ella va instruir amb les seves lliçons molts enginyers que van servir al regne i les seves conquestes amb gran utilitat.
En premi d'empreses tan laboriosa, va pujar a ocupar els llocs d'enginyer major del regne i tinent general d'artilleria amb exercici a totes les províncies del regne. Va ser adornat de valor intrèpid i prudent judici. A la formidable guerra en què es va disputar la llibertat de la seva pàtria, va donar clars arguments de la seva animosa fidelitat, principalment el 1658, en què estava assetjada la plaça de Badajoz per l'exèrcit portuguès governat per Juan Méndez de Vasconcellos, determinant els llocs perquè formessin els aproxes: en el manifest perill a què va exposar la vida, quan trobant-se sense cavall, es va ficar intrèpidament entre els enemics, dels quals van triomfar les armes portugueses en la batalla del fort de Sant Miquel.
La mateixa activitat va mostrar al retrobament sobre la ribera del Digebe, dissenyant en el moment la major part de la trinxera amb què es va cobrir l'exèrcit portuguès. Va reforçar la cavalleria amb la infanteria a la memorable batalla d'Amexial, lliurada el 8 de juny de 1665, conduint algunes mànigues als llocs en què s'havien de donar les descàrregues. Va assistir amb menyspreu del perill i ambició de glòria als atacs i escaramusses amb què per vuit nits contínues es va aconseguir la restauració de la ciutat d'Evora; va visitar per ordre real totes les places del regne, devent a la seva disciplina la reforma de les seves fortificacions. Entre aquestes ocupacions militars mai no va interrompre la lliçó dels llibres, dels quals gran part va deixar il·lustrats de assenyades anotacions.
Sempre va conservar la conversa dels homes més erudits del seu temps, entre els quals l'insigne Francisco Manuel de Melo. A l'Acadèmia dels generosos, instituïda a la casa d'Antonio Alvarez de Acuña, va recitar diverses lliçons de matemàtiques i explico el primer llibre de la Farsalia de Marc Anneu Lucà. Va rebre diverses estimacions del gran duc de Florència, Cosme III de Mèdici, quan va passar per Portugal, la benevolència del qual va continuar restituït als seus Estats, amb moltes cartes que li va escriure i llibres que li va enviar.
Va morir infaustament el 13 de desembre de 1679, quan comptava seixanta-sis anys d'edat, llançat de la cadira pel cavall que muntava.
Va compondre, entre altres obres, les següents:
- Roteiro do mar Mediterraneo (Lisboa, 1675);
- Arte practica de navegar e regimiento de Pilotos repartida em duas partes. A primera propositiva, en que se contem alguns principios para millor intelligencia das regras da navegação. A segunda operativa, en que se ensinao as mesmas regras para a practica; con os roteiros das navegaçoens das conquistas de Portugal e Castella (Lisboa, 1681).